# Mercan'Tour Classic Alpes-Maritimes
Mercan'Tour Classic Alpes-Maritimes es una carrera ciclista profesional de un día en Francia que se disputa en la región de Provenza-Alpes-Costa Azul, departamento de Alpes Marítimos, en el mes de mayo.
El evento se creó en 2020 con un recorrido por los pasos y pasajes de los Alpes Marítimos, aunque la edición de ese año fue cancelada por la pandemia de COVID-19.
La carrera forma parte del UCI Europe Tour, calendario ciclístico de los Circuitos Continentales UCI dentro de la categoría 1.1.

## Palmarés
| Año  | Ganador            | Segundo                | Tercero             |
| ---- | ------------------ | ---------------------- | ------------------- |
| 2021 | Guillaume Martin   | Aurélien Paret-Peintre | Bruno Armirail      |
| 2022 | Jakob Fuglsang     | Michael Woods          | David Gaudu         |
| 2023 | Richard Carapaz    | Felix Gall             | Lennert Van Eetvelt |
| 2024 | Lenny Martinez     | Clément Berthet        | Harm Vanhoucke      |
| 2025 | Cristián Rodríguez | José Félix Parra       | Iván Ramiro Sosa    |

## Palmarés por países
| País      | Victorias |
| --------- | --------- |
| Francia   | 2         |
| Dinamarca | 1         |
| Ecuador   | 1         |
| España    | 1         |